# Massacro di Tbilisi
Il massacro di Tbilisi (in georgiano 9 აპრილის ტრაგედია, letteralmente tragedia del 9 aprile) fu un evento accaduto nella capitale della Repubblica Socialista Sovietica Georgiana, il 9 aprile 1989, quando una dimostrazione anti-sovietica fu dispersa dall'Armata Rossa, causando venti morti e centinaia di feriti; essa fa parte delle festività nazionali georgiane: è ricordata come Giorno dell'Unità Nazionale (in georgiano ეროვნული ერთიანობის დღე ).

## I fatti
La sera dell'8 aprile 1989, il colonnello generale Igor' Rodionov, comandante del Distretto Militare Transcaucasico, ordinò alle sue truppe di mobilitarsi. Poco prima dell'attacco delle forze sovietiche, il Patriarca della Georgia Elia II incontrò i dimostranti chiedendo loro di abbandonare viale Rustaveli e il vicino palazzo del governo, visto l'aumentare di mezzi militari nella zona, ma i dimostranti si rifiutarono di interrompere la manifestazione e lasciare la strada nonostante il suo appello.
Le locali unità georgiane milicija (corpi di polizia) furono disarmate poco prima dell'intervento militare. Il 9 aprile alle 3:45 gli APC sovietici e le truppe del generale Igor' Rodionov circondarono l'area dei dimostranti. Rodionov dichiarò in un'intervista che alcuni gruppi di militanti georgiani attaccarono i soldati disarmati con pietre, catene metalliche e spranghe.. Le truppe sovietiche ricevettero l'ordine dal generale Rodionov di sgomberare la via dai dimostranti con ogni mezzo necessario. Le vittime furono venti, più un centinaio di feriti.

## Reazione sovietica
Il 10 aprile il governo sovietico rilasciò una dichiarazione che incolpava i manifestanti di provocare disordini e pericoli per la pubblica sicurezza. Il giorno successivo la TV georgiana mostrò i corpi delle diciannove donne violentemente uccise, dimostrando la presunta brutalità dai soldati sovietici, visto che i volti delle donne decedute erano difficili da identificare a causa delle ferite al volto e dei colpi alla testa.
Il governo sovietico accusò i manifestanti della morte delle venti persone, sostenendo che s'erano calpestati l'un l'altro mentre erano in preda al panico e si stavano ritirando a causa dell'avanzata dei soldati sovietici. Ironia della sorte c'era qualcosa di vero in questo, visto le truppe sovietiche avevano bloccato tutte le uscite dell'area ad eccezione di un passaggio stretto, che rese la fuga dalla zona difficile e provocò la calca della folla e, forse, della violenza.

## Conseguenze
La tragedia del 9 aprile radicalizzò l'opposizione georgiana al potere sovietico. Pochi mesi dopo, una sessione del Consiglio Supremo Georgiano della RSS, tenutasi tra il 17 e il 18 novembre 1989, condannò ufficialmente l'occupazione e l'annessione della Repubblica Democratica di Georgia da parte della RSS Russa nel 1921.
Il 31 marzo 1991, a gran maggioranza, i georgiani votarono in favore dell'indipendenza dall'Unione Sovietica nel referendum del 31 marzo 1991: con un'affluenza del 90,5% alle urne, circa il 99% votarono in favore dell'indipendenza. Il 9 aprile, nel secondo anniversario della tragedia, il Consiglio Supremo della Repubblica della Georgia proclamò la sovranità georgiana e l'indipendenza dall'Unione Sovietica.